# مويسيس فيلارويل
مويسيس فيرمين فيلارويل أيالا (بالإسبانية: Moisés Villarroel)‏ (مواليد 12 فبراير 1976 في فينيا دل مار) لاعب كرة قدم تشيلي دولي يجيد اللعب في خط الوسط . يلعب حاليا لصالح نادي سانتياغو واندررز التشيلي من سنة 2009 .

## روابط خارجية
- مويسيس فيلارويل على موقع الاتحاد الدولي (مؤرشف)  (الإنجليزية)
- مويسيس فيلارويل على موقع قاعدة بيانات كرة القدم.إي يو (الإنجليزية)
- مويسيس فيلارويل على موقع ناشيونال فوتبول تيمز (الإنجليزية)
- مويسيس فيلارويل على موقع Soccerway.com (الإنجليزية)
- مويسيس فيلارويل على موقع عالم كرة القدم.نت (الإنجليزية)